# Johnny Dundee
Johnny Dundee (ur. jako Giuseppe Carrora 19 listopada 1893 w Sciacca, zm. 22 kwietnia 1965 w East Orange) – amerykański bokser, zawodowy mistrz świata kategorii piórkowej i junior lekkiej.
Urodzony we Włoszech, przybył do Stanów Zjednoczonych jako dziecko. Wychowywał się części Nowego Jorku zwanej Hell’s Kitchen, gdzie jego rodzice prowadzili sklep.
Był bardzo aktywny jako bokser. Stoczył ponad 330 walk, z których większość była no decision. Pierwszą walkę zawodową stoczył w 1910. W 1911 walczył 47 razy. 4 września 1912 w Nowym Jorku stoczył walkę no decision z ówczesnym mistrzem świata w wadze piórkowej Johnnym Kilbane. 29 kwietnia 1913 w Vernon ci sami pięściarze zmierzyli się w walce o tytuł. Po 20 rundach orzeczono remis. W 1914 Dundee stoczył m.in. walki no decision z takimi bokserami, jak Rocky Kansas i Benny Leonard oraz zremisował z Williem Ritchiem. W 1915 walczył no decision z tymi pięściarzami. W następnym roku walczył m.in. trzykrotnie z Leonardem (wszystkie walki ND). W 1917 walczył no decision z Lewem Tendlerem i George’em „KO” Chaneyem (dwukrotnie z każdym z nich) i pokonał Kansasa. W 1918 zremisował z Kansasem i walczył ND z Chaneyem. W 1919 i 1920 czterokrotnie walczył ND z Leonardem.
W 1921 po m.in. walkach no decision z Rockym Kansasem i George’em „KO” Chaneyem (dwukrotnie) zmierzył się z tym ostatnim 18 listopada w Nowym Jorku o tytuł mistrza świata w nowo utworzonej kategorii junior lekkiej. Wygrał przez dyskwalifikację w 5. rundzie i został mistrzem świata. W obronie tytułu pokonał 6 lipca 1922 w Nowym Jorku Jackiego Sharkeya, a 15 sierpnia tego roku, równie z w Nowym Jorku, zdobył wakujące mistrzostwo świata wagi piórkowej w wersji NYSAC po znokautowaniu w 9. rundzie Danny'ego Frusha. 28 sierpnia tego roku ponownie obronił tytuł w wadze junior lekkiej wygrywając z Vincentem Martinem, a 2 lutego 1923 po raz kolejny, po pokonaniu Elino Floresa. Tytuł mistrza świata wagi junior lekkiej stracił 30 maja 1923 w Nowym Jorku, gdy pokonał go Jack Bernstein.
26 lipca tego roku ponownie stał się powszechnie uznawanym mistrzem świata w wadze piórkowej, gdy w Nowym Jorku pokonał obrońcę tytułu Eugène'a Criqui'ego. 17 grudnia 1923 w Nowym Jorku pokonał w rewanżu Bernsteina i odzyskał tytuł w wadze junior lekkiej. W 1924 przegrał ze swym starym rywalem Rockym Kansasem, stoczył walkę no decision z Sammym Mandellem, a 20 czerwca stracił tytuł w wadze junior lekkiej po porażce ze Steve'em „Kidem” Sullivanem. 20 sierpnia tego roku zrezygnował z pasa w wadze piórkowej, nie mogąc utrzymać limitu wagi. 15 września tego roku przegrał trzeci pojedynek z Bernsteinem.
19 października 1926 w San Francisco przegrał walkę o tytuł mistrza świata w wadze junior lekkiej z obrońcą pasa Todem Morganem, a 24 października 1927 w Madison Square Garden w Nowym Jorku zmierzył się o wakujący tytuł mistrza świata wagi piórkowej w wersji NYSAC z Tonym Canzonerim, który zwyciężył jednogłośnie na punkty. Była to ostatnia walka Dundee o tytuł mistrza świata. Walczył do 1929, a potem stoczył jeszcze dwie walki w 1932.
Stoczył w sumie 334 walki, z których wygrał 83, przegrał 32, zremisował 20, 198 było no decision, a 1 no contest. Został wybrany w 1991 do Międzynarodowej Bokserskiej Galerii Sławy.